# Barra do Dande
Barra do Dande – miasto w Angoli, w prowincji Bengo.